# Tesla (unitate de măsură)
Tesla (simbolizat T) este unitate derivată de măsură în Sistemul internațional de unități de măsură, SI, pentru inducția magnetică, care are simbolul B. Această mărime electromagnetică mai este cunoscută și sub numele de densitatea fluxului magnetic. Nu trebuie să se confunde densitatea fluxului magnetic, B, cu intensitatea câmpului magnetic, H.
Denumirea acestei unități de măsură provine de la numele fizicianului Nikola Tesla.
{\displaystyle \mathrm {T\ =\ V\ s\ m^{-2}\ =\ N\ A^{-1}m^{-1}\ =\ Wb\ m^{-2}\ =\ kg\ C^{-1}s^{-1}=\ kg\ A^{-1}s^{-2}\ =\ N\ s\ C^{-1}m^{-1}} }
Unitățile folosite sunt:
A = amper
C = coulomb
kg = kilogram
m = metru
N = newton
s = secundă
T = tesla
V = volt
Wb = weber
1. ↑  SI A concise summary of the International System of Units, SI (PDF)
2. ↑  6.5.3, Quantities and units—Part 1: General, p. 18